# 52.ª Divisão (Japão)
A 52ª Divisão foi uma divisão de infantaria do Império do Japão que serviu durante a Segunda Guerra Mundial. A divisão foi formada no dia 10 de julho de 1940 em Kanazawa, sendo desmobilizada no mês de setembro de 1945 com o fim da guerra.

## Comandantes
| Comandante                      | Data                                           |
| ------------------------------- | ---------------------------------------------- |
| Lt. General Tatsumi Kusaba      | 1 de outubro de 1940 - 6 de novembro de 1941   |
| Lt. General Shunsaburo Mugikura | 6 de novembro de 1941 - 30 de setembro de 1945 |

## Subordinação
- Distrito Leste de Exército - 1 de outubro de 1940
- 31º Exército - novembro de 1943
- Grupo Truk - setembro de 1944

## Ordem da Batalha
- 52. Grupo de Infantaria (desmobilizada no dia 27 de maio de 1943)
- 69. Regimento de Infantaria
- 107. Regimento de Infantaria
- 150. Regimento de Infantaria
- 52. Regimento de Cavalaria
- 52. Corpo Blindado
- 16. Regimento de Artilharia de Montanha
- 52. Regimento de Engenharia
- 52. Regimento de Transporte
- Unidade de comunicação